# Кизилюрт (городской округ)
Го́род Кизилю́рт или Кизилю́рт (кум. Къызыл-юрт) — муниципальное образование (городской округ) и административно-территориальная единица (город республиканского значения) в составе Республики Дагестан Российской Федерации.
Административный центр — город Кизилюрт.

## География
Городской округ расположен в центральной части Республики Дагестан.

## Население
| 2002    | 2010    | 2011    | 2012    | 2013    | 2014    | 2015    | 2016    | 2017    |
| ------- | ------- | ------- | ------- | ------- | ------- | ------- | ------- | ------- |
| 42 471  | ↗43 421 | ↗43 661 | ↗43 854 | ↗44 255 | ↗44 771 | ↗45 625 | ↗46 547 | ↗47 425 |
| 2018    | 2019    | 2020    | 2021    | 2023    | 2024    | 2025    |         |         |
| ↗48 058 | ↗48 508 | ↗48 719 | ↗49 412 | ↗50 035 | ↗50 403 | ↗50 887 |         |         |

Согласно прогнозу Минэкономразвития России, численность населения будет составлять:
- 2024 — 54,67 тыс. чел.
- 2035 — 66,55 тыс. чел.

### Национальный состав
По данным Всероссийской переписи населения 2021 года
| Народ      | Численность, чел. | Доля от всего населения, % |
| ---------- | ----------------- | -------------------------- |
| аварцы     | 35 638            | 72,12 %                    |
| кумыки     | 6 142             | 12,43 %                    |
| лакцы      | 1 993             | 4,03 %                     |
| лезгины    | 1 537             | 3,11 %                     |
| русские    | 1 080             | 2,19 %                     |
| даргинцы   | 881               | 1,78 %                     |
| другие     | 1 254             | 2,54 %                     |
| не указали | 887               | 1,80 %                     |
| Всего      | 49 412            | 100,00 %                   |

## Состав городского округа
В городской округ входят:
| № | Населённый пункт | Тип населённого пункта        | Население |
| - | ---------------- | ----------------------------- | --------- |
| 1 | Бавтугай         | пгт                           | ↗4485     |
| 2 | Кизилюрт         | город, административный центр | ↗39 601   |
| 3 | Новый Сулак      | пгт                           | ↗4196     |
| 4 | Старый Бавтугай  | село                          | ↗2605     |

## Местное самоуправление
Председатель собрания депутатов
- с 29 декабря 2018 г. глава городского округа "город Кизилюрт" — Патахов Малик Абдурахманович

Председатели исполкома / Главы администрации
- февраль 1963 г. — декабрь 1965 г. — Агаев Исмаил Агасиевич
- декабрь 1965 г. — январь 1985 г. — Алиев Агав Камбулатович
- март 1985 г. — февраль 1986 г. — Кандауров Абдулкадыр Османович
- февраль1986 г. — февраль 1991 г. — Укарханов Шамиль Абдурашидович
- февраль 1991 г. — сентябрь 1994 г. — Алиев Абакар Алиевич
- сентябрь 1994 г. — март 1998 г. — Зайналов Шамиль Магомедович
- с мая 1998 года — Уцумиев Магомед Пазуевич
- Алюков Устархан Шарапутдинович
- с 11 ноября 2013 года[24] — Беков Алмаз Аскендерович
- с 29 декабря 2018 г. глава городского округа "город Кизилюрт" — Патахов Малик Абдурахманович